# Ibrahima Fall Faye
Ibrahima Fall Faye (Fissel, Thiès; 10 de enero de 1997) es un jugador de baloncesto senegalés que pertenece a la plantilla de los Shanxi Loongs de la CBA china. Con 2,06 metros de estatura, juega en la posición de ala-pívot.

## Trayectoria deportiva

### Profesional
Fall Faye comenzó su andadura en el baloncesto en los equuipos inferiores del Élan Chalon. Jugó nueve partidos en la LNB Pro A durante la temporada 2016-17, además de tres partidos de la Copa Europea de la FIBA.
Las dos temporada siguientes las jugaría cedido, primero en el Poitiers Basket 86 de la LNB Pro B, y posteriormente en el equipo belga del Leuven Bears, donde se hizo con un puesto en el quinteto inicial, y acabó la temporada promediando 12,1 puntos y 8,9 rebotes por partido, lo que le convirtió en el máximo reboteador de la PBL, siendo incluido en el mejor quinteto defensivo de la competición.
El 7 de julio de 2019 firmó un contrato por dos temporadas con Telenet Giants Antwerp, también de la liga belga. Jugó una temporada y media, pero no tivo continuidad. El 27 de febrero de 2021 fichó por el AS Mónaco hasta final de temporada, regresando así a la liga francesa. Allí promedió 8,3 puntos y 5,3 rebotes por partido, ganándose la renovación por una temporada más.
El 24 de julio de 2022 fichó por el Metropolitans 92 de la LNB Pro A.
El 30 de junio de 2023 fichó por el Nanterre 92 de la LNB Pro A.
El 10 de septiembre de 2024 fichó por los Shanxi Loongs de la CBA china. En octubre dejó el equipo debido a una lesión y fue reemplazado por Alexey Shved. En diciembre se reincorporó al equipo.

### Selección nacional
En 2019 fue miembro de la selección de Senegal, cuando participó en la Copa Mundial de Baloncesto de 2019, en la que promedió 9,0 puntos y 6,7 rebotes en los tres partidos que disputó. En 2021 ganó la medalla de bronce en el AfroBasket disputado en Ruanda.